# Kazarka egipska
Kazarka egipska, gęsiówka egipska, gęś egipska (Alopochen aegyptiaca) – gatunek dużego ptaka wodnego z rodziny kaczkowatych (Anatidae). Jej naturalny zasięg występowania obejmuje Afrykę Subsaharyjską i Dolinę Nilu. W XVIII wieku introdukowana na Wyspach Brytyjskich kolonizowała stopniowo zachodnią Europę. W Polsce pojawia się regularnie, sporadycznie odbywa tu lęgi.

## Systematyka
Gatunek ten po raz pierwszy zgodnie z zasadami nazewnictwa binominalnego opisał w 1766 roku Karol Linneusz w 12. edycji Systema Naturae. Autor nadał mu nazwę Anas aegyptiaca, a jako miejsce typowe wskazał Egipt.
Jest to jedyny żyjący przedstawiciel rodzaju Alopochen. Nie wyróżnia się podgatunków.

## Morfologia

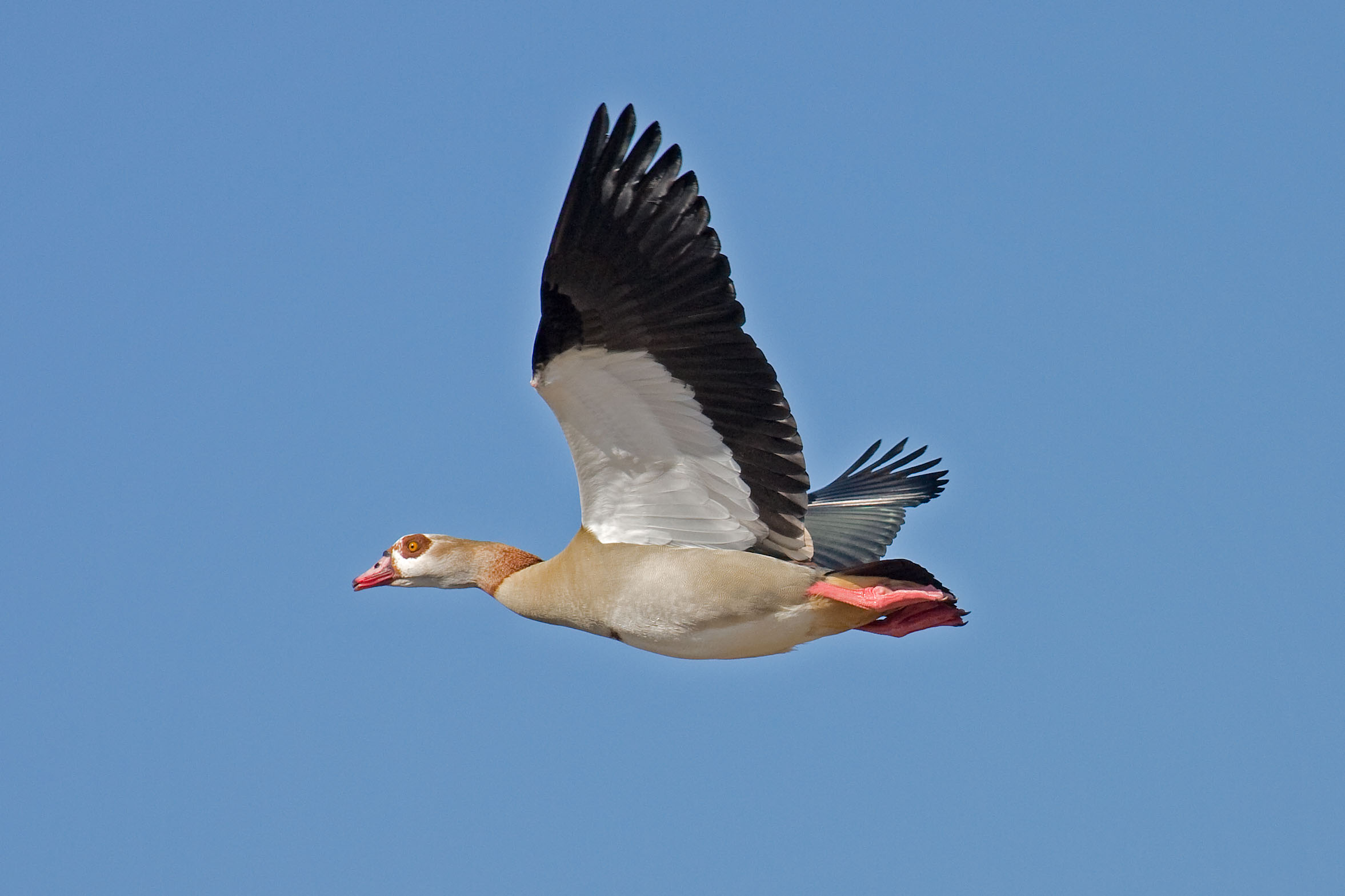
Kazarka egipska w locie

WyglądBrak wyraźnego dymorfizmu płciowego, samce nieco większe. Rdzawobrązowa. Wokół oka i na brzuchu ciemnobrązowa plama. W podobnym kolorze obrączka na szyi. Spód ciała jaśniejszy, spód skrzydła biało-zielony (niekiedy widoczny na boku jako dwa pasy). Dziób i nogi różowe. Osobniki młodociane nie mają ciemnej plamy wokół oka.
Wymiary średniedługość ciała ok. 65–73 cm
rozpiętość skrzydeł ok. 135–155 cm
masa ciała ok. 1,9–2,5 kg

## Ekologia

### Biotop
Brzegi zbiorników wodnych oraz otwarte przestrzenie takie jak sawanny i pola uprawne. Unika lasów. W Europie zaadaptowała się do różnego typu siedlisk, zajmuje m.in. parki z jeziorami, różnego typu mokradła, rozlewiska czy żwirownie.

### Rozród

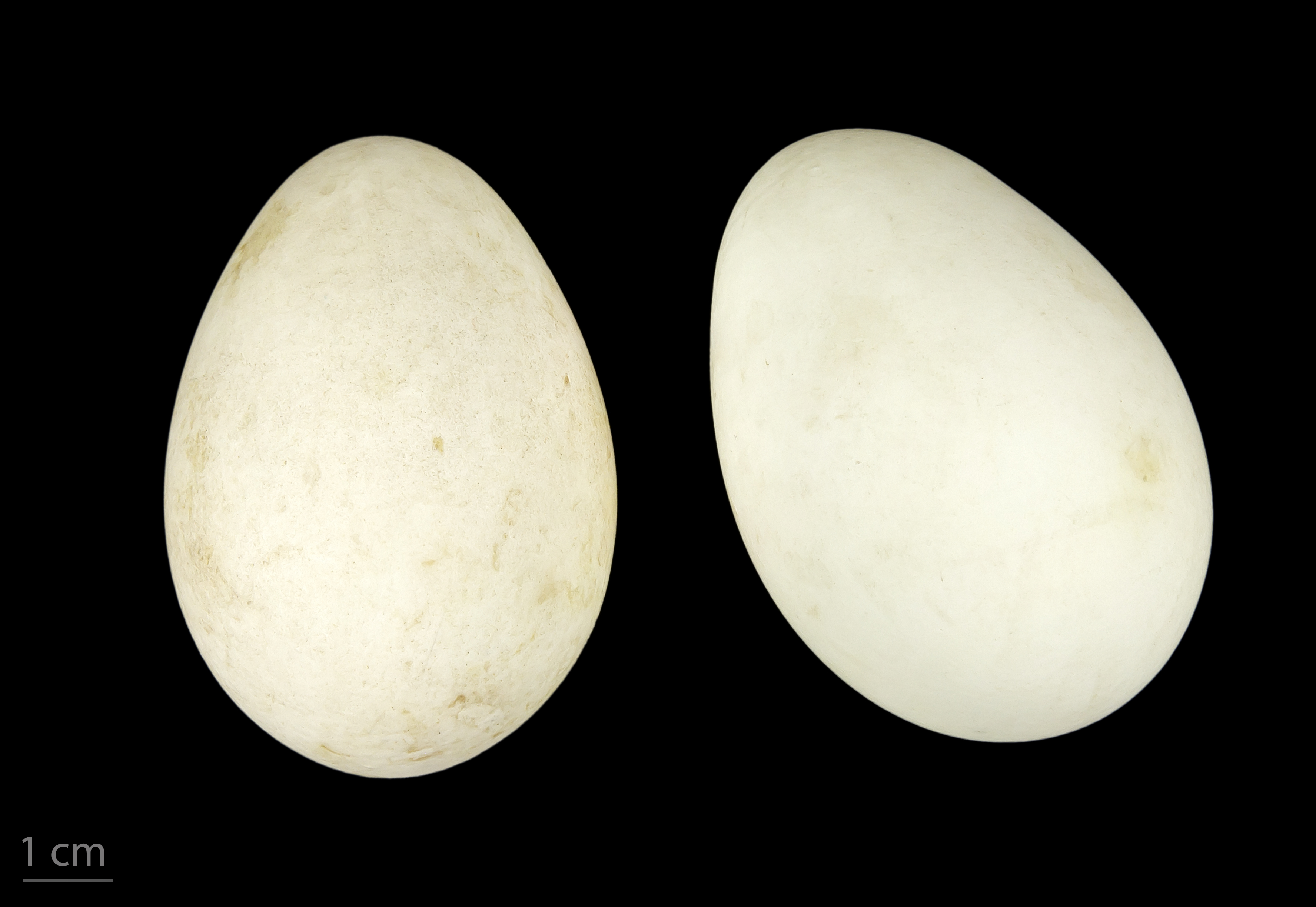
Jaja z kolekcji muzealnej

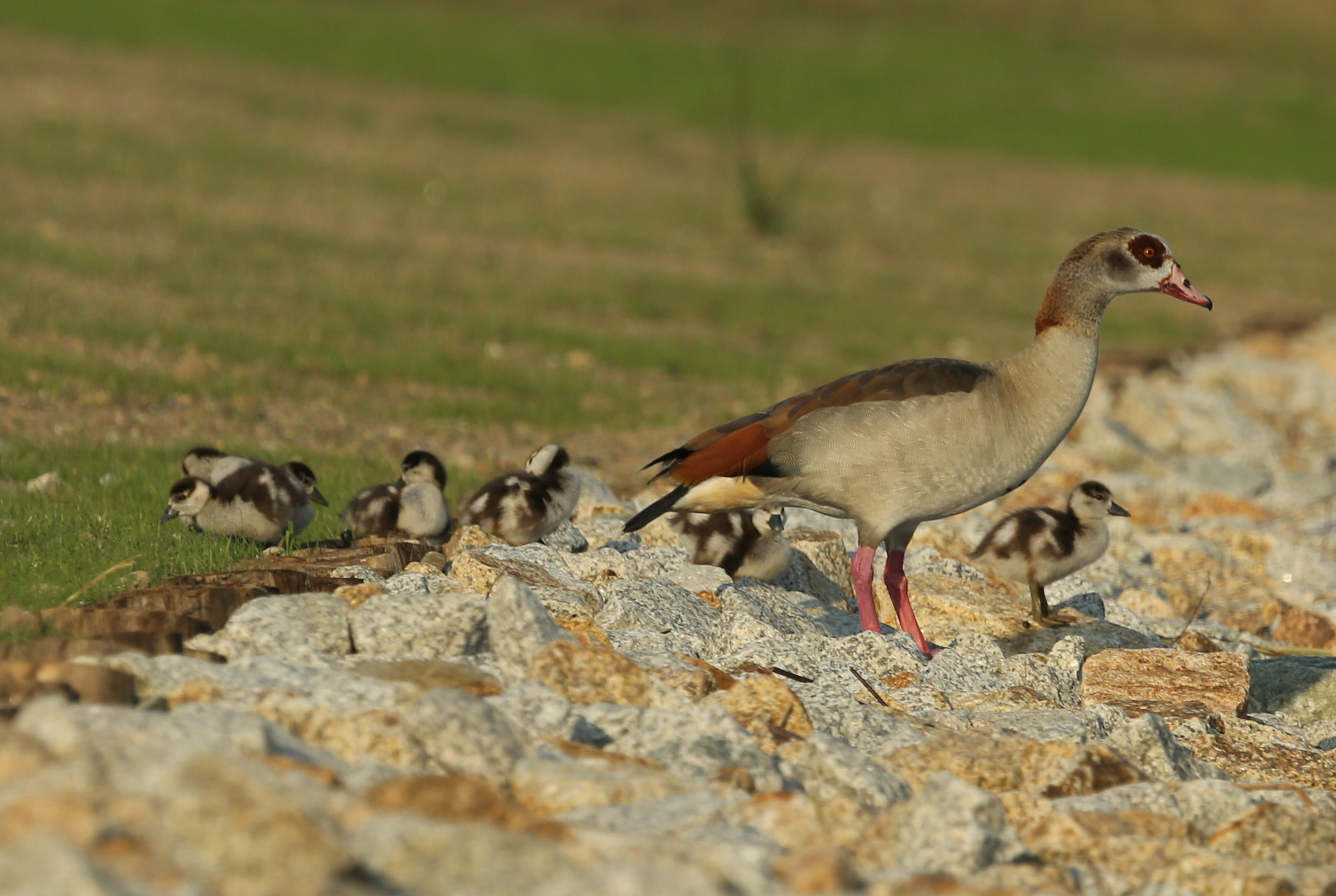
Kazarka egipska z młodymi końcem sierpnia – południowo-wschodnie Niemcy

GniazdoZ roślin i puchu, w gęstych zaroślach, rzadziej na otwartym terenie. Sporadycznie wykorzystuje gniazda innych dużych gatunków. Wówczas może złożyć jaja na krzewie lub drzewie.
JajaW ciągu roku wyprowadza jeden lęg, składając w końcu pory suchej lub na wiosnę (w zależności od szerokości geograficznej od lipca do marca) 5–11 jaj.
WysiadywanieJaja wysiadywane są przez okres 28–30 dni przez obydwoje rodziców.
PisklętaPierzą się po 70 dniach.

### Pożywienie
Głównie rośliny, zarówno wodne jak i lądowe, uzupełnione bezkręgowcami i drobnymi kręgowcami.

## Status
IUCN uznaje kazarkę egipską za gatunek najmniejszej troski (LC – Least Concern) nieprzerwanie od 1988. Globalny trend liczebności populacji uznawany jest za spadkowy, choć niektóre populacje mogą być stabilne. W niektórych częściach zasięgu ptaki te są odstrzeliwane bądź trute, uważa się je bowiem za szkodniki w rolnictwie; niekiedy poluje się też na nie dla sportu.

### Występowanie i status w Polsce
Do 2006 kazarki egipskie pojawiały się w Polsce sporadycznie. W 2007 odnotowano 4 stwierdzenia, w tym po raz pierwszy stwierdzono udany lęg. W 2008 obecność tych ptaków stwierdzono co najmniej 38 razy, w tym zaobserwowano 3 pary lęgowe, a w latach 2013–2018 szacowano obecność 4–9 par lęgowych. Gatunek ten nie jest objęty na terenie kraju żadną formą ochrony gatunkowej. Wręcz przeciwnie – uznaje się go za inwazyjny lub potencjalnie inwazyjny i rozważa się uznanie go za gatunek łowny, by nie dopuścić do utworzenia stabilnej populacji lęgowej. Jest to ptak agresywny i może negatywnie wpływać na innych przedstawicieli rodzimej awifauny. Kazarkę egipską najczęściej spotyka się w południowej i północno-zachodniej części kraju. Ponadto ptaki tego gatunku są przetrzymywane w celach ozdobnych.